# The Green Pack
The Green Pack é um filme de drama britânico de 1934, dirigido por T. Hayes Hunter e estrelado por John Stuart, Aileen Marson e Hugh Miller. Foi baseado em uma peça de Edgar Wallace.

## Elenco
- John Stuart - Larry Dean
- Aileen Marson - Joan Thurston
- Hugh Miller - Martin Creet
- Garry Marsh - Tubby Storman
- Michael Shepley - Mark Elliott
- J.H. Roberts - Doutor Thurston
- Anthony Holles - Inspetor Aguilar
- Percy Walsh - Monty Carr